# Азбель Марк Якович
Азбель Марк Якович (12 травня 1932, Полтава — 31 березня 2020, Ізраїль) — радянський та ізраїльський фізик-теоретик, доктор фізико-математичних наук (1959), професор (1990). Лауреат премії ім. Михайла Ломоносова АН СРСР (1966, 1968), премії ім. Льва Ландау АН СРСР (1989), міжнародної літературної премії ім. Кристофера (1982).

## Життєпис
Марк Азбель народився у 1932 році у Полтаві в сім'ї лікарів. З початком Другої світової війни з батьками був евакуйований до Сибіру. У 1944 родина повернулася до Харкова, де у 1947 році Марк закінчив школу № 36. У старших класах захоплювався літературою, відвідував літературний гурток при юнацькій філії харківської бібліотеки імені Короленка, брав участь у виданні рукописного альманаху «Кактус».
У 1953 закінчив фізико-математичний факультет Харківського університету.
У 1953—1955 працював учителем математики вечірньої Школи робітничої молоді в Харкові.
У 1954—1955 працював викладачем теоретичної фізики Харківського педагогічного інституту.
У 1955 захистив кандидатську дисертацію під керівництвом Іллі Ліфшиця та отримав запрошення на роботу в Москву від Ігоря Курчатова, проте дізнавшись, що доведеться займатися створенням озброєнь, відмовився.
У 1957 захистив докторську дисертацію (керівники — Лев Ландау, Петро Капиця).
Від 1955 — молодший науковий співробітник, у 1956—1964 роках — старший науковий співробітник теоретичного відділу Українського фізико-технічного інституту. Одночасно в 1957—1964 роках був викладачем Харківського університету.
У 1964—1972 — професор Московського університету та за сумісництвом (1965—1972) — завідувач сектору Інституту теоретичної фізики АН СРСР (Москва).
У 1966 експертна наукова рада по Ленінських преміях зняла зі списку номінантів за вказівкою владних структур роботу «Теоретичні та експериментальні дослідження енергетичного спектру електронів та резонансних явищ в металах» колективу авторів за участю Азбеля. Причиною відповідної вказівки стало товаришування Азбеля з письменником Юлієм Даніелем і допит вченого у процесі Синявського і Даніеля (Азбель відмовився співробітничати зі слідством). Ленінські премії 1966 року з фізики були присуджені двом наступним за списком роботам.
У 1972 подав документи на виїзд до Ізраїлю. Після подачі заяви на виїзд Азбеля відразу звільнили з Інституту теоретичної фізики ім. Ландау.
З 1 січня 1973 став професором Тель-Авівського університету (Ізраїль), читав лекції телефоном.
У 1973 разом з фізиком Олександром Воронелем організував семінар вчених-відмовників, що існував всупереч тиску КДБ.
У 1977 емігрував до Ізраїлю. Від 1985 р. завідував кафедрою теорії твердого тіла і термодинаміки Тель-Авівського університету.
Помер 31 березня 2020 р., похований на кладовищі в Рамат-га-Шароні.

## Наукова діяльність
Передбачив ріст високочастотного магнітоопору (1953), у співавторстві з Іллєю Ліфшицем та Мойсеєм Кагановим створив канонічну теорію гальваномагнітних явищ (1953—1955), спільно з Еммануїлом Канером передбачив циклотронний резонанс у металах (Циклотронный резонанс в металах. Диплом No 45, пріоритет відкриття: 31 січня 1956 р.). Експериментальне спостереження та теоретичне пояснення ефекту виникнення сплесків електромагнітного поля в металі в умовах аномального скін-ефекту в магнітному полі, що паралельно поверхні зразка, було зареєстровано, як відкриття СРСР «Электромагнитные всплески в проводящей среде», диплом No 80, пріоритет відкриття: 24 жовтня 1962 р. (автори М. Я. Азбель, В. Ф. Гантмахер, Е. А. Канер). Передбачив статичний скін-ефект (1963) (теорія статичного ефекту разом з В. Г. Піщанським), вивчав (разом з Іллєю Ліфшицем і В. Герасименком) нелінійний парамагнітний резонанс, передбачив перший фрактальний енергетичний спектр і динамічні періодичні структури, збудував теорію плавлення ДНК. Останні роки вивчає квантову турбулентність, передбачив квантовий ефект Холла у тримірних об'єктах.
Автор близько 200 наукових статей, близько 150 публіцистичних статей і книги «Відмовники в радянському капкані» (перекладена багатьма мовами, нагороджена літературної премії ім. Крістофера). Член Американського фізичного товариства. Співавтор монографії «Електронна теорія металів»
Ім'ям вченого названий резонанс Азбеля — Канера та проблема Азбеля — Хофштандера.